# Walter Piemann
Walter Piemann (14 de noviembre de 1926) es un deportista austríaco que compitió en piragüismo en la modalidad de aguas tranquilas. Ganó dos medallas en el Campeonato Mundial de Piragüismo en los años 1948 y 1950.
Participó en los Juegos Olímpicos de Londres 1948, donde finalizó octavo en la prueba de K1 1000 m, y noveno en la prueba K2 10 000 m.

## Palmarés internacional
| Campeonato Mundial | Campeonato Mundial     | Campeonato Mundial | Campeonato Mundial |
| Año                | Lugar                  | Medalla            | Evento             |
| ------------------ | ---------------------- | ------------------ | ------------------ |
| 1948               | Londres (Reino Unido)  | Medalla de plata   | K4 1000 m          |
| 1950               | Copenhague (Dinamarca) | Medalla de bronce  | K4 10 000 m        |